# Kweneng (ort)
Kweneng är en ort (village) i distriktet Kweneng i södra Botswana. 